# S5.142
O S5.142 (também conhecido como DST-25), é um motor de foguete a combustível líquido alimentado por pressão queimando N2O4/UDMH. Ele é usado para efetuar manobras em espaçonaves tripuladas, fazendo parte do módulo de propulsão das espaçonaves: Soyuz-TMA-M, Soyuz TM e Soyuz MS.

## Características
- Empuxo: 25 N[1][2][3][4][5][6]
- Isp: 285 s
- Pressão na câmara: 0,88 MPa
- Massa: 0,9 kg
- Diâmetro: 136 mm

## Variantes
Esse motor vem sendo usado em missões trimpuladas do programa espacial russo.
- S5.142 (ou DST-25) - Modelo usado para jatos de controle de atitude na unidade KTDU-80 desde a Soyuz TM até a Soyuz TMA-M.[1]
- S5.142A - Modelo adaptado para o KVTK, estágio superior do foguete Angara.[6]